# Pío de Jesús Pico
Pío de Jesús Pico (Misión de San Gabriel, Virreinato de Nueva España, 5 de mayo de 1801 - Los Ángeles, Estados Unidos, 11 de septiembre de 1894), más comúnmente conocido como Pío Pico, fue el último gobernador mexicano de la Alta California. 
Tuvo tres nacionalidades: nació siendo criollo, por lo que fue súbdito de la Corona española (del territorio de Nueva España), posteriormente ciudadano mexicano y, finalmente, ciudadano estadounidense, según las leyes del Estado de California vigentes en esa época.

## Sus orígenes
Nació en la Misión de San Gabriel (en la Alta California española) el 5 de mayo de 1801. Su padre fue José María Pico, quien fue uno de los soldados que acompañó a Juan Bautista de Anza en la expedición que partió desde Tubac (Arizona) hacia la Alta California alrededor de 1775 con el objeto de explorarla y colonizarla. También José María Pico intervino como abogado defensor en el primer procedimiento criminal por envenenamiento del que se tiene noticia en California, el del franciscano de origen extremeño José Pedro Panto a manos de su cocinero, el indio Nazario.
Fue el cuarto de diez hijos del matrimonio y su ascendencia proviene de una mezcla de sangre africana, nativa americana, española y otras raíces europeas. La partera en su nacimiento fue la mexicana Eulalia Pérez de Guillén Mariné (1766-1878).
En 1834, Pío Pico se casó con María Ignacia Alvarado.

## Su vida como comerciante
Pico formó un importante capital gracias a su trabajo, fue por un tiempo uno de los hombres más ricos de la vieja California, en San Diego fue propietario de ranchos entre los que destacan el rancho Santa Margarita y el rancho Las Flores. 
En Los Ángeles construyó la casa que después se llamaría Casa de Pico, sobre la hoy calle Olvera. Esa construcción con el tiempo llegaría a ser uno de los primeros y más importantes hoteles de la ciudad. Adquirió alrededor de 1850 el rancho Paso de Bartolo Viejo, de los herederos de Juan Cristín Pérez. Ahí construyó su residencia en 1852 en la cual vivió hasta 1892.
El hotel Pico House, en Los Ángeles, fue fundado por Pío Pico antes de que formara parte de los Estados Unidos. El hotel, uno de los símbolos de la ciudad y de los edificios más antiguos, es el hotel más antiguo del estado de California. Frente a este hotel tuvo lugar un motín racista, el más cruel de la Historia de California, que enfrentó a la población blanca y a la china.

## Su vida política
En 1832 se desempeñó como vocal propietario de la Asamblea de Los Ángeles. Ese mismo año fue elegido jefe político de la población pero solo por 20 días. Fue candidato a alcalde en diciembre de 1834 y fue derrotado. Entre 1837 y 1839 estuvo en contra del gobernador Alvarado, por lo que fue arrestado en más de una ocasión. En 1844 fue elegido representante de los vocales propietarios en la Asamblea de Las Californias.
En febrero de 1845, después de una rebelión que finalizó en la batalla de Providencia, dimitió el gobernador Manuel Micheltorena y Pío Pico asumió el cargo de gobernador de la Alta California.
A Pío Pico le tocó el periodo de la guerra entre México y Estados Unidos, ocasión en que México perdió la mitad de su territorio mediante el Tratado de Guadalupe-Hidalgo firmado en 1848. En el año antes de la guerra, Pio Pico mandó a su secretario, José María Covarrubias, a proponer al consulado británico que pusiera Alta California bajo la protección de Gran Bretaña. Los británicos estaban dispuestos a hacerlo, pero la llegada del comodoro John D. Sloat a la capital de Monterrey el 7 de julio de 1846 negó esa posibilidad. La Alta California fue traspasada a los Estados Unidos como estado de California. En 1846 cuando las tropas estadounidenses ocuparon las poblaciones de Los Ángeles (ciudad que Pío Pico había hecho la capital del estado) y San Diego, Pío Pico, ciudadano mexicano, se marchó a México, a la Baja California en donde vivió hasta 1848. Sustituyéndole por unos días su hermano menor Andrés Pico. 
Una vez terminada la guerra e incorporada la Alta California a los Estados Unidos, Pío Pico regresó a residir a Los Ángeles.

## Epílogo
Después de la guerra entre México y Estados Unidos, Pío Pico se dedicó a atender sus negocios hasta que le alcanzó la muerte. Malos negocios, inundaciones y la avanzada edad de Pío Pico lo arruinaron económicamente, y existen indicios de que fue víctima de un fraude.
Murió el 11 de septiembre de 1894 en el hogar de su hija Joaquina Pico Moreno, en Los Ángeles.
Fue sepultado en una modesta tumba. El cementerio donde yacen sus restos es ahora sitio histórico según las leyes estatales de California.
Las ruinas de su rancho El Ranchito fueron destinadas en 1927 por el estado de California para crear el parque estatal de Pío Pico en Whittier.
La casa que construyó en la vieja población de "El Pueblo de Nuestra Señora la Reina de los Ángeles sobre el Río Porciúncula" (hoy la ciudad de Los Ángeles) sobre la calle Olvera se llama ahora Casa Pico y está considerada como edificio histórico por el estado. Uno de los más importantes bulevares de la ciudad de Los Ángeles lleva su nombre.
- Datos: Q949282
- Multimedia: Pío Pico / Q949282